# 自然哲学の数学的諸原理

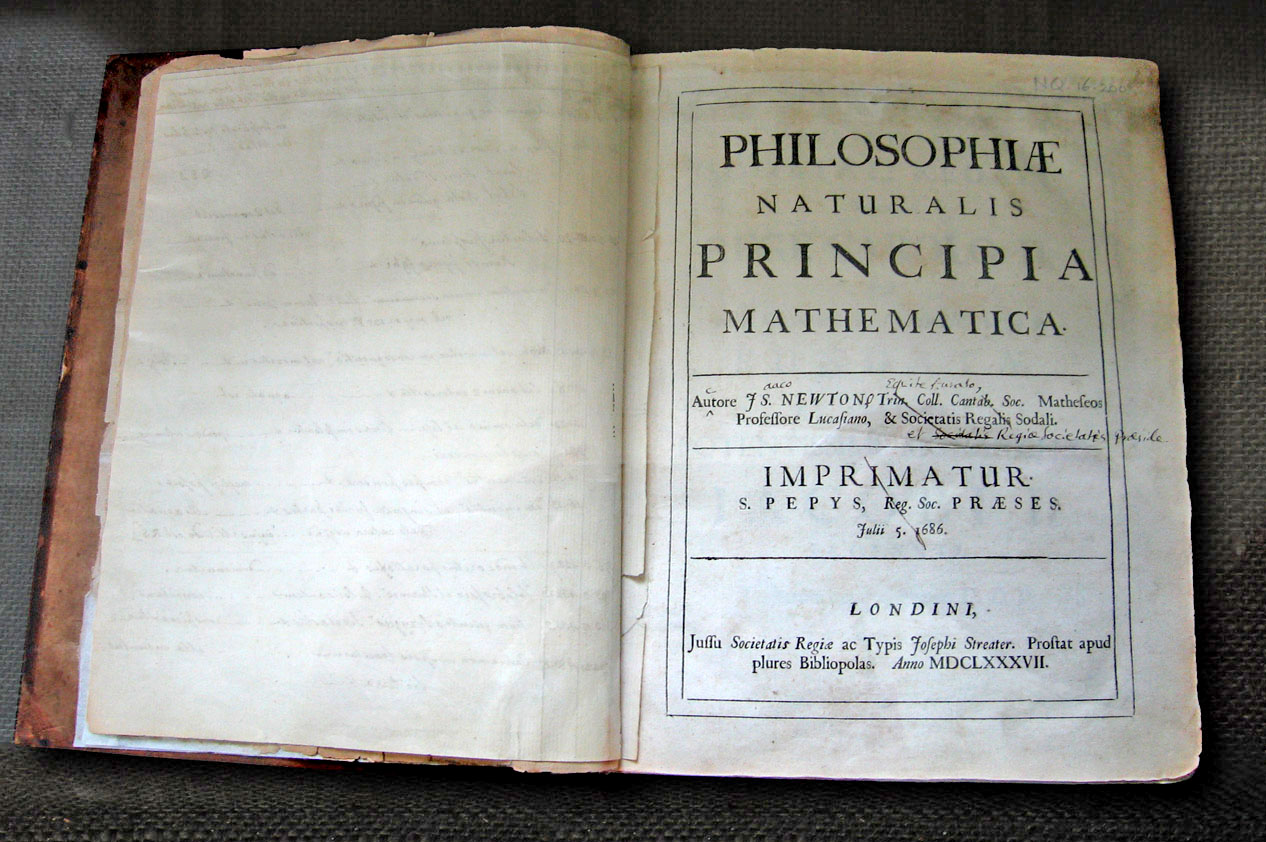
ニュートン所有のプリンキピアの初版。ニュートンの手書きで文字が書き込んである。第二版で修正・加筆する箇所の指示である。

『自然哲学の数学的諸原理』（しぜんてつがくのすうがくてきしょげんり、羅: Philosophiæ Naturalis Principia Mathematica）は、アイザック・ニュートンの著書で、ニュートン力学体系の解説書である。1687年7月5日刊、全3巻。古典力学の基礎を築いた画期的なもので、近代科学における最も重要な著作の1つ。運動の法則を数学的に論じ、天体の運動や万有引力の法則を扱っている。Principia という略称でもよく知られている。日本語では『自然哲学の数学的原理』、『プリンキピア』、あるいは『プリンシピア』とも表記される（岡邦雄訳、春秋社、1930年や、中野猿人訳、講談社、1977年等）。

## 出版の経緯
この本が出版されたきっかけ・動機としてはエドモンド・ハレーとのやりとりがあるという。1684年の夏、ハレーがケンブリッジ大学を訪問した折に「惑星が距離の平方に反比例する力で太陽に引き寄せられると仮定した場合、惑星が描く曲線はどのようなものであろうか？」とニュートンに質問したことだという。この質問に対してニュートンは「楕円だろう」と即答した。ニュートンはそれ以前に自分自身でそうした計算を試みたことがあり、すでに答えを得ていたのだという。
そしてニュートンは1684年11月頃、ハレーに「回転している物体の運動について」という論文を送付した。これを読んだハレーがニュートンにこの論文を含めたニュートンの力学研究の成果を出版することを薦め、同論文はプリンキピア第一巻の骨子となり、1687年の夏頃、500ページ余りの初版が出版されることとなった。なお、ニュートンにはキリスト教的で神による秩序立てられた世界観を示そうとする神学的な動機があったことも明らかになっている。いずれにせよ、ニュートンのこの書物への情熱、精進は凄まじいもので、18か月に及ぶ執筆期間中は食事も忘れるほどの極度の集中ぶりだったという。
1687年に初版が出版され、1713年には第二版が、1726年にヘンリー・ペンバートンが編纂した第三版が出された。

## 内容

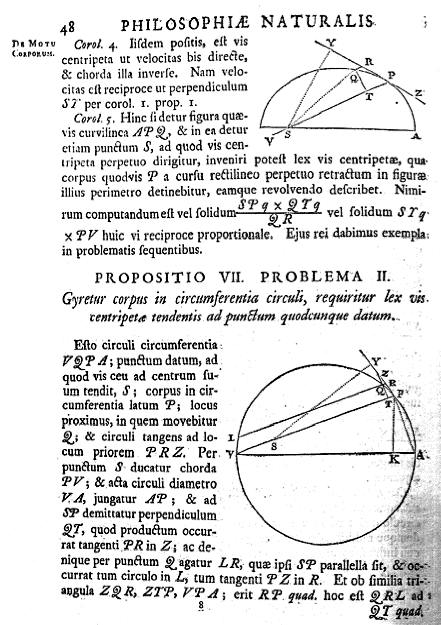
ページの例（1726年版）

原文はラテン語で書かれている。全3巻のタイトルおよび要点は以下のとおり。
第1巻 物体の運動について
真空中の物体の運動法則
第2巻 物体の運動について
抵抗のある媒質の中での物体の運動法則
第3巻 世界の体系について
現実の宇宙の数学的なしくみを扱っており、地球上の物体であれ、太陽のまわりをまわる惑星であれ、彗星であれ、その位置が、万有引力の数学的法則によって統一的に説明できることを示している。
全巻を通して、数学的な道具としては原則的にユークリッドの『原論』を用いている。さらに展開の形式も『原論』を踏襲しており、公理論的な形式を採用している。最初に公理を示し、それを使って証明するというやり方で進んでいく方式である。
当時、研究が進み始めていた微分・積分を用いず、極力ユークリッド幾何学のみを用いて解説しようとしたため、大部の内容となっている。これは、執筆当時、微分や積分の内容（絶対時間）や表記法をめぐってプロイセンのゴットフリート・ライプニッツらと争っていたためと推測されている。時間と空間の捉え方も2人の見解が大幅に相違しており、互いに衝突していた（空間の記事も参照のこと）。ただし、一部ではあるが代数解析を用いている箇所がある。

## 出版時の逸話
- 当初、王立協会は同書の出版について資金提供などを行うと確約していたが、編纂が終了し、いよいよ出版という段になって王立協会が深刻な予算難に陥り（全くといっていいほど売れなかった書籍のために費やされてしまっていたといわれる）、王立協会からの資金提供を受けられなくなってしまったことから、已む無くエドモンド・ハレーが出版費用を工面した上での自費出版にせざるを得なかった。
- 出版に際し、ロバート・フックから剽窃であるなどと批判を受けた。この件について執筆するきっかけを作ったエドモンド・ハレーが仲裁に入り、ニュートンにフックへの謝辞を同書に載せるよう勧めたが、ニュートンがこれを拒否し、該当部分に注釈が入るに留まった、というエピソードがある。

## 反応・受容・改訂
同書は出版当時から非常に難解な内容だとされた。これは諸事情（ニュートンは過去に批判された経験から、批判に非常に敏感になっており批判を少なくするために意図的に難しくしたこと）によって採用された数学的手法が複雑であることも一因であった。同書の出版によって古典力学の基礎が築かれたが、自然哲学が一般の素人には近づきにくいものともなった。
第三巻で示された世界観はキリスト教擁護のために活用された。ニュートンの友人であるボイルの遺産をもとに行われるようになったボイル・レクチャーズ（en:Boyle Lectures）という一連の講義において、自然（宇宙）が数学的に秩序立っていることを同書を用いて説明し、それにより神が存在していることが説かれた。
第二巻の「抵抗のある媒質中における物体の運動」は、その内容にもかかわらず、用いられた数学的道具がユークリッド幾何学だけであったことにより説明不足となっていた部分もあった。大陸側ではライプニッツの数学的手法を継承する自然哲学者たちがおり、ニュートンが同書で用いた数学的手法をライプニッツ流の微分積分学で書き換える作業を行った。これにより、第二巻の「抵抗のある媒質中における物体の運動」は当初ニュートンによって書かれていたよりも、かなり厳密に説明されるようになった。
18世紀にはラグランジュがニュートン力学以後の力学の研究成果を統合し『解析力学』（1788）にまとめることになった（解析力学。ラグランジュ力学）。

## 現在の諸版や解説書
英語圏やラテン語圏では、プリンキピアは古典名著の1つとして数多くの古典体系の中に入れられている。
ニュートンの存命中からプリンキピアは難解だと評されたが、今日においても同書の解説書（講義録）をシカゴ大学の名誉教授であるスブラマニアン・チャンドラセカールやケンブリッジ大学のスティーブン・ホーキングが出版している。
日本語訳は、全文が講談社、中央公論社から出版されており、チャンドラセカールの講義録は、講談社から出版されている（下の参考文献の節に示す）。ホーキングによる講義録は出版されていない。

## 日本語訳
- ニウトン『プリンシピア』岡邦雄 訳、春秋社〈世界大思想全集 第6巻〉、1930年。NDLJP:1180075。
- ニユートン『プリンシピア』 上・下、岡邦雄 訳、春秋社〈春秋文庫 第3部 第43・44巻〉、1933年。NDLJP:1216216 NDLJP:1216226。
- ニュートン『世界の名著 26』 ニュートン、河辺六男 訳・責任編集、中央公論社、1971年。ISBN 978-4-12-400106-8。
  - ニュートン『世界の名著 31』河辺六男 訳・責任編集、中央公論社〈中公バックス〉、1979年5月19日。ISBN 978-4-12-400641-4。
- アイザック・ニュートン『プリンシピア 自然哲学の数学的原理』中野猿人 訳・注、講談社、1977年9月。ISBN 978-4-06-122139-0。
  - アイザック・ニュートン『プリンシピア　自然哲学の数学的原理』 第1編　物体の運動、中野猿人 訳・注、講談社〈ブルーバックス B-2100〉、2019年6月20日。ISBN 978-4-06-516387-0。
  - アイザック・ニュートン『プリンシピア　自然哲学の数学的原理』 第2編　抵抗を及ぼす媒質内での物体の運動、中野猿人 訳・注、講談社〈ブルーバックス B-2101〉、2019年7月20日。ISBN 978-4-06-516656-7。
  - アイザック・ニュートン『プリンシピア　自然哲学の数学的原理』 第3編　世界体系、中野猿人 訳・注、講談社〈ブルーバックス B-2102〉、2019年8月20日。ISBN 978-4-06-516657-4。